# Икономическа антропология
Икономическа антропология e научна област, която изследва човешкото икономическо поведение, използвайки научен инструментариум както на икономиката, така и на антропологията.
Тя е подобласт на антропологията и се практикува от антрополози, като включва в себе си и икономически изследвания.
Има 3 основни парадигми на изследване: формализъм, субстантивизъм и културализъм. Формалисткият е най-близък до неокласическата икономика, субстантивисткият е за първи път предложен от Карл Полани в неговата книга Великата трансформация (The Great Transformation, 1944), докато културалисткият подход представлява критика към формалисткия и субстантивисткия.
|  | Тази страница частично или изцяло представлява превод на страницата Economic anthropology в Уикипедия на английски. Оригиналният текст, както и този превод, са защитени от Лиценза „Криейтив Комънс – Признание – Споделяне на споделеното“, а за съдържание, създадено преди юни 2009 година – от Лиценза за свободна документация на ГНУ. Прегледайте историята на редакциите на оригиналната страница, както и на преводната страница, за да видите списъка на съавторите. ВАЖНО: Този шаблон се отнася единствено до авторските права върху съдържанието на статията. Добавянето му не отменя изискването да се посочват конкретни източници на твърденията, които да бъдат благонадеждни. |